# 特倫特大學
44°21′27.95″N 78°17′22.42″W / 44.3577639°N 78.2895611°W
特倫特大學（英語：Trent University），又称川特大學，於1964年正式建校，並於1968年被吸收為加拿大大學及學院協會的一員。特倫特大學是安大略省著名本科學士類的大學，擁有約8500名全日制學生，擁有高質量的工商管理學，經濟學，數學，環境學，生物學，人類學，自然科學、社會科學、國際發展研究、計算機科學等課程，其中以DNA研究，心理學，生態學和水質研究最為突出。
在著名的麥克琳雜誌 (Maclean’s Magazine)大學排行榜上，特倫特大學2018年位於加拿大本科學士類大學第3名及安大略省第1名，位於世界大學排名中心(CWUR)加拿大2017年排名第31位，位居世界前3.4% 。

## 排名
2018年度麥克林基礎類大學排名第三位。
2018年度基礎類大學滿意度排名第一位。
2018年度麥克林獎學金補給排名第一位。
2018年度在CWUR（世界大學排名中心）排名中，位居世界第933位，百分比前3.4%。
2017年度UI GreenMetric排名在環境資源和生態保護類中，位居世界大學第73位，加拿大第7。
2017年度NTU排名，在環境/生態學學科類排名世界第276位。
2014年度麥克林排名世界前1000位，加拿大第30。

## 课程与科系
可提供學士學位：生物化學、生物學、化學物理學、化學、電腦科學、物理學、地理學、數學、環境科學、人類學、教育學、哲學、環境研究、國際研究、心理學、社會學、工商行政管理、女性文學、歷史及古典學、經濟學、英語、比較發展研究,可提供碩士學位：人類學、自然及社會科學的模式應用、水生態系統、西方分析及文化研究、環境科學。

## 教学特点
特倫特大學長期強調教學互動性，提倡小組教學，鼓勵積極，活潑的討論方式。學校大多數的班級在第一和第二年在70-300人左右。特倫特大學前校長Bonnie Patterson 說過：我們要保持小班的規模授課，這樣教授能更好的從事他們的教學工作。這種教學風格一直讓我們引以為榮，發展計劃也是和保持較小的授課規模和以學生為中心的觀念相一致。
學校給其在校本科生提供了足夠的機會包括參與學術和科技研究。學生可以通過在當地非贏利機構和小規模商業公司開展研究項目來獲得學分。開放的水質量中心，使特倫特在鑒別飲用水質量的技術和研究方面處於領導地位。同時，學校給農業，國民研究和健康專業的研究生提供了許多研究機會。
民族研究專業開設於30年前，是加拿大最早成立此專業的學校，1999年，開設了加拿大第一個此專業的博士課程。此外，學校和其他學校開設了聯合課程。和弗萊明學院聯合開辦了護理方面的學位沒課程，以及其他地理信息系統和博物館研究專業的合辦課程。

## 知名校友
- 賀謹（John Horgan）：現任不列顛哥倫比亞省省長
- 楊·馬泰爾（Yann Martel）：著名作家，《少年Pi的奇幻漂流》(Life of Pi) 作者
- 哈斯頓 Darren Huston （Priceline集團掌門人 CEO）
- 詹姆斯·奧賓斯基（英语：James_Orbinski）（James Orbinski）：前無國界醫生主席，曾代表無國界醫生接受1999年度諾貝爾獎和平獎
- 林伍德·巴克雷（Linwood Barclay）：加拿大暢銷書籍《No Time For Goodbye》作者
- 傑森·帕森斯（Jason "Human Kebab" Parsons）：加拿大另類搖滾樂隊 USS 鍵盤手

## 校园环境
特倫特大學位於安大略省中部的彼得堡市，地處Otorabee河岸。大彼得堡市人口13.5萬人，位於多倫多東北約125公里，約一個半小時到兩小時的車程；從奧沙華經115號省道也要一小時車程。該校現有兩個居於市中心的校園和一個教學管理綜合大廈。

## 设施
特倫特大學投資800萬美元興建的水質檢測中心是學校新建的化學科學大樓的基礎部分，它也使川特大學在發展檢測飲用水水質的低成本技術方面成為科研的領軍人物。學校也為人數不斷增加的研究生在一些優先的領域向考古學和本地研究專業提供了很多機會。
同時，3,300萬美元用於校內設備建設的資金也使理科和人文科學的建築設施煥然一新。最引人注目的是學校本地研究系的中心建築，第一學習大樓。學校新開設的一些聯合項目，正在穩步發展中。

## 外部連結
- 官方网站